# Wait Till the Sun Shines, Nellie

Wait Till the Sun Shines, Nellie est un film américain réalisé par Henry King, sorti en 1952.

## Synopsis
1945. La petite commune de Sevillinois dans le Midwest fête son cinquantième anniversaire. Ben Halper, le plus ancien barbier de la ville, se souvient de son arrivée dans la bourgade en 1895 avec son épouse, Nellie. Il lui avait promis de s'installer à Chicago, mais, contrairement à ce qu'elle souhaitait, il se fixa à Sevillinois, ouvrit un salon de coiffure puis acheta la boutique. C'est alors qu'il participa comme volontaire à la Guerre hispano-américaine, et c'est, durant son absence, que Nellie découvrit qu'il avait acquis la maison, le salon de coiffure et également une concession au cimetière. Folle de colère, elle s'enfuyait, dès lors, vers Chicago avec Ed Jordan, un homme marié qui n'avait pas cessé de la courtiser. Mais les deux amants décédèrent au cours du voyage, victimes d'un accident ferroviaire…

## Fiche technique
- Titre : Wait Till the Sun Shines, Nellie
- Réalisation : Henry King
- Scénario : Allan Scott et Maxwell Shane d'après le roman I Hear Them Sing de Ferdinand Reyher
- Photographie : Leon Shamroy
- Montage : Barbara McLean
- Musique : Alfred Newman
- Costumes : Renié
- Producteur : George Jessel
- Société de production : 20th Century Fox
- Format : Couleurs - Technicolor
- Pays d'origine :  États-Unis
- Durée : 108 minutes
- Genre : Film dramatique
- Date de sortie : 1952

## Distribution
- Jean Peters : Nellie Halper
- David Wayne : Ben Halper
- Hugh Marlowe : Ed Jordan
- Albert Dekker : Lloyd Slocum
- Helene Stanley : Eadie Jordan
- Alan Hale Jr. : George Oliphant
- Tommy Morton : Benny Halper, Jr.
- Richard Karlan : Kava

## À noter
- Henry King excelle dans l' americana, genre évoquant, avec un parfum de "paradis perdu", l'histoire de l'Amérique profonde. Ce qui ne l'empêche nullement de prendre ses distances d'avec les conventions. Ben Halper (David Wayne) est un homme aveuglé par son égoïsme et son étroitesse d'esprit. Son obstination bornée favorise la mort des êtres qui lui sont les plus chers - son épouse Nellie, jouée par la belle  - la Catana Perez de Capitaine de Castille (1947) du même réalisateur - et son fils Benny. « Dans Wait Till the Sun Shines, Nellie, le contraste qui naît entre la peinture nostalgique et tendre du développement de la cité cinquantenaire et ce portrait d'un petit notable impavide et presque monstrueux est étonnant : comme un cocktail qui mêlerait à parts égales vitriol et sirop d'orgeat », écrit Jacques Lourcelles (in : Dictionnaire des cinéma - Les films, Robert Laffont éditeurs).
- Wait Till the Sun Shines, Nellie est une chanson populaire que les protagonistes du film chantent ou jouent au cours de la fanfare commémorant le cinquantenaire de la ville de Sevillinois. Nellie c'est aussi évidemment le prénom de l'épouse de Ben Halper.
- Henry King aurait souhaité avoir Marilyn Monroe dans le rôle titre, mais la Fox refusa.